# WWE Rebellion
Rebellion foi um evento anual de wrestling profissional, produzido pela WWE. Em 2002 foi exclusivo da SmackDown. Este evento foi em formato pay-per-view apenas no Reino Unido.

## Edições
| Edição           | Data                  | Cidade                 | Local                 | Evento principal                                                                                            |
| ---------------- | --------------------- | ---------------------- | --------------------- | --- |
| Rebellion (1999) | 2 de Outubro de 1999  | Birmingham, Inglaterra | National Indoor Arena | Triple H (c) vs. The Rock em um Steel Cage match pelo WWF Championship.                                     |
| Rebellion (2000) | 2 de Dezembro de 2000 | Sheffield, Inglaterra  | Sheffield Arena       | Kurt Angle (c) vs. Rikishi vs. Steve Austin vs. The Rock em uma Fatal Four Way match pelo WWF Championship. |
| Rebellion (2001) | 3 de Novembro de 2001 | Manchester, Inglaterra | M.E.N. Arena          | Steve Austin (c) vs. The Rock pelo WWF Championship                                                         |
| Rebellion (2002) | 26 de Outubro de 2002 | Manchester, Inglaterra | M.E.N. Arena          | Brock Lesnar (c) e Paul Heyman vs. Edge em um 2-on-1 Handicap match pelo WWE Championship.                  |

## 1999
Rebellion (1999) foi um evento pay-per-view realizado pela World Wrestling Federation, ocorreu no dia 2 de Outubro de 1999 no National Indoor Arena em Birmingham, Inglaterra. Esta foi a primeira edição da cronologia do Rebellion.
| #                              | Resultados | Estipulação                                          | Tempo |
| ------------------------------ | --- | ---------------------------------------------------- | ----- |
| Dark                           | Christian derrotou Crash Holly | Singles match                                        | 04:39 |
| 1                              | Jeff Jarrett (c) derrotou D'Lo Brown | Singles match pelo WWF Intercontinental Championship | 06:12 |
| 2                              | The Godfather derrotou Gangrel | Singles match                                        | 06:19 |
| 3                              | Val Venis derrotou Mark Henry | Singles match                                        | 03:47 |
| 4                              | Ivory (c) derrotou Luna Vachon, Tori e Jacqueline | Four Corners match pelo WWF Women's Championship     | 06:51 |
| 5                              | Chris Jericho derrotou Road Dogg | Singles match                                        | 11:58 |
| 6                              | Chyna derrotou Jeff Jarrett por desqualificação. | Singles match                                        | 04:28 |
| 7                              | Kane derrotou The Big Show | No Disqualification match                            | 08:38 |
| 8                              | The British Bulldog derrotou X-Pac | Singles match                                        | 05:23 |
| 9                              | Edge e Christian derrotaram The Acolytes (Faarooq e Bradshaw) e Hardcore Holly & Crash Holly - Bradshaw eliminou Crash (04:19) - Edge derrotou Bradshaw (08:42) | Triangle match                                       | 08:42 |
| 10                             | Triple H (c) derrotou The Rock | Steel Cage match pelo WWF Championship               | 20:33 |
| (c) - Campeão(s) antes da luta | |                                                      |       |

## 2000
Rebellion (2000) foi um evento pay-per-view realizado pela World Wrestling Federation, ocorreu no dia 2 de Dezembro de 2000 no Sheffield Arena em Sheffield, Inglaterra. Esta foi a segunda edição da cronologia do Rebellion.
| #                              | Resultados | Estipulação                                   | Tempo |
| ------------------------------ | --- | --------------------------------------------- | ----- |
| 1                              | The Dudley Boyz (Bubba Ray e D-Von) derrotaram Edge e Christian e T & A (Test e Albert) (com Trish Stratus) - Edge & Christian eliminaram Test & Albert (04:00) - The Dudleys eliminaram Edge & Christian (09:55) | Elimination Tables match                      | 09:55 |
| 2                              | Ivory (c) (com Steven Richards) derrotou Lita | Singles match pelo WWF Women's Championship   | 02:55 |
| 3                              | Steve Blackman (c) derrotou Perry Saturn (com Terri Runnels) | Singles match pelo WWF Hardcore Championship  | 06:03 |
| 4                              | Crash Holly derrotou William Regal (c) | Singles match pelo WWF European Championship  | 05:10 |
| 5                              | Chyna e Billy Gunn derrotaram Dean Malenko e Eddie Guerrero | Tag Team match                                | 12:15 |
| 6                              | Kane derrotou Chris Jericho | Singles match                                 | 08:04 |
| 7                              | Bull Buchanan e The Goodfather (c) derrotaram The Hardy Boyz (Matt e Jeff) | Tag Team match pelo WWF Tag Team Championship | 08:05 |
| 8                              | The Undertaker derrotou Chris Benoit | Singles match                                 | 12:15 |
| 9                              | Kurt Angle (c) derrotou Rikishi, Steve Austin e The Rock | Fatal Four Way match pelo WWF Championship    | 08:50 |
| (c) - Campeão(s) antes da luta | |                                               |       |

## 2001
Rebellion (2001) foi um evento pay-per-view realizado pela World Wrestling Federation, ocorreu no dia 3 de Novembro de 2001 no M.E.N. Arena em Manchester, Inglaterra. Esta foi a terceira edição da cronologia do Rebellion.
| #                              | Resultados | Estipulação                                             | Tempo |
| ------------------------------ | --- | ------------------------------------------------------- | ----- |
| Dark                           | Billy e Chuck (Billy Gunn e Chuck Palumbo) derrotaram Lance Storm e Justin Credible                            | Tag Team match                                          | 05:00 |
| 1                              | Edge (c) derrotou Christian                                                                                    | Steel Cage match pelo WWF Intercontinental Championship | 12:49 |
| 2                              | Scotty 2 Hotty derrotou The Hurricane                                                                          | Singles match                                           | 08:55 |
| 3                              | The Big Show derrotou Diamond Dallas Page                                                                      | Singles match                                           | 03:15 |
| 4                              | The Dudley Boyz (Bubba Ray e D-Von) (c) derrotaram The APA (Faarooq e Bradshaw) e The Hardy Boyz (Matt e Jeff) | Triangle match pelo WCW World Tag Team Championship     | 12:01 |
| 5                              | William Regal derrotou Tajiri                                                                                  | Singles match                                           | 05:55 |
| 6                              | Chris Jericho (c) derrotou Kurt Angle                                                                          | Singles match pelo WCW Championship                     | 14:55 |
| 7                              | Torrie Wilson e Lita derrotaram Stacy Keibler e Mighty Molly                                                   | Tag Team match com Trish Stratus como árbitra especial  | 04:16 |
| 8                              | Steve Austin (c) derrotou The Rock                                                                             | Singles match pelo WWF Championship                     | 22:09 |
| (c) - Campeão(s) antes da luta | |                                                         |       |

## 2002
Rebellion (2002) foi um evento pay-per-view realizado pela World Wrestling Federation, ocorreu no dia 26 de Outubro de 2002 no M.E.N. Arena em Manchester, Inglaterra. Esta foi a quarta e última edição da cronologia do Rebellion.
| #                              | Resultados | Estipulação                                           | Tempo |
| ------------------------------ | --- | ----------------------------------------------------- | ----- |
| Dark                           | Billy e Chuck (Billy Gunn e Chuck Palumbo) derrotaram Lance Storm e Justin Credible                              | Tag Team match                                        | 05:00 |
| 1                              | Bill DeMott derrotou Shannon Moore                                                                               | Singles match                                         | 08:26 |
| 2                              | Booker T derrotou Matt Hardy                                                                                     | Singles match                                         | 15:00 |
| 3                              | Billy Kidman e Torrie Wilson derrotaram John Cena e Dawn Marie                                                   | Mixed Tag Team match                                  | 05:22 |
| 4                              | Funaki derrotou Crash Holly                                                                                      | Singles match                                         | 05:00 |
| 5                              | Jamie Noble (c) derrotou Rey Mysterio e Tajiri - Noble eliminou Tajiri (04:00) - Noble eliminou Mysterio (13:00) | Elimination match pelo WWE Cruiserweight Championship | 13:00 |
| 6                              | Reverend D-Von e Ron Simmons derrotaram The Big Valbowski e Chuck Palumbo                                        | Tag Team match                                        | 03:00 |
| 7                              | Rikishi derrotou Albert                                                                                          | "Kiss my ass" match                                   | 05:00 |
| 8                              | Kurt Angle e Chris Benoit (c) derrotaram Los Guerreros (Eddie Guerrero e Chavo Guerrero)                         | Tag Team match pelo WWE Tag Team Championship         | 20:15 |
| 9                              | Brock Lesnar (c) e Paul Heyman derrotaram Edge                                                                   | 2-on-1 Handicap match pelo WWE Championship           | 20:00 |
| (c) - Campeão(s) antes da luta | |                                                       |       |